# Nemzeti Bajnokság III 1944–1945
Nemzeti Bajnokság III 1944–1945 sau liga a treia maghiară sezonul 1944–1945, a fost al 31-lea sezon desfășurat în această competiție. 

## Istoric și format

### Draftul
Primul draft a fost creat la 28 iulie 1944. Cele 164 de echipe de liga a 3-a au fost împărțite în 14 serii. Seriile 1, 3, 4, 6 și 14 au avut participare românească.
Cele 14 serii au fost:
| - Campionatul Național III, Seria 1 - Draft - Beregszászi FTC - AS Minerul Slatina/Aknaszaltinai BTE - Királyházi MÁV - Csapi MÁV - Nagyszőlősi SE - Huszti MOVE TSE - Perecsenyi Bautlin - Rahói LE - Kisvárdai MOVE - Campionatul Național III, Seria 2 - Draft - Salgótarjáni BTC II. - MOVE Egri TSE - Füleki Vasutas SC - Pálfalvai BÜSE - Balassa TSE - Rimaszombati TSE - Borsodnádasdi LASE - Gyöngyösi AK - Baglyasaljai SE - Miskolci MOVE - Alberttelepi MÁVAG - Campionatul Național III, Seria 3 - Draft - Club Atletic Cluj (fotbal) II / Kolozsvári AC II. - Bastionul Cluj II / Kolozsvári Bástya II. - AS Universitar Dej / Dési Egyetemes SE - AS Poștașul Cluj / Kolozsvári Postás - Angajații Economici Cluj / Kolozsvári KASE - AS Corvinul Cluj / Kolozsvári Korvin SE - AS Năsăud / Naszódi LE - CFM Cluj II / Kolozsvári MÁV II. - AS Colegiul de Agricultură Cluj / Kolozsvári Mezőgazdasági Főiskolai SE | - Campionatul Național III, Seria 4 - Draft - Szegedi TK - Békéscsabai MÁV - Makói AK - SG Jula II / Gyulai TE - Szolnoki MÁV II. - Csongrádi LE - Szolnoki LE - Mezőkovácsházi TE - Törökszentmiklósi LE - Szarvasi MOVE - Szentesi TE - Szentesi MÁV - CA Jula / Gyulai AC - Campionatul Național III, Seria 5 - Draft - Kelebiai LSE - Zombori MÁV - Zombori SE - Újvidéki VAK - Bezdáni SE - MOVE Szabadkai SE - Bajai Türr István SE - Kulai AFC - Temerini TC - Bácsalmási MOVE - Újvidéki AC II. - Petrőci SC - Szabadkai KAC - Jánoshalmai SE - Szenttamási Csaba - Campionatul Național III, Seria 6 - Draft - Püspökladányi MÁV TK - Debreceni Villany SE - Debreceni VSC II. - AS Petroșeni Baia Mare / Nagybányai Petrozsény - CS Feroviar Satu Mare / Szatmári Vasutas - AS Noroc Bun Baia Mare / Nagybányai Jószerencse SE - CA Carei /Nagykárolyi AC - Debreceni MTE - AS Satu Mare / Szatmári SE - Debreceni Helyőrségi Tiszthelyettesi SE | - Campionatul Național III, Seria 7 - Draft - Nagymányoki SE - Pécsi VSK - Dombóvári Vasutas SE - Pécsi Bőrgyári TC - Csáktornyai Zrínyi TE - Pécsi Zsolnay-gyári SE - Simontornyai Bőrgyári TC - Pélmonostori CSE - Pécs-Bányatelepi Turul SE - Barcsi LE - Nagyatádi LE - Campionatul Național III, Seria 8 - Draft Nagykőrösi MOVE - - Ceglédi Vasutas SE - Kecskeméti AC - MOVE Monori TSE - Kecskeméti MÁV - Irsai TISE - MOVE Pestszentimrei TSE - EMERGÉ SC - Oetl SC - Görgey Arthur SE - Kerámia SC - Kőbányai TK - Krolupper SC - Campionatul Național III, Seria 9 - Draft - MOVE Zalaegerszegi SE - Veszprémi Danuvia SE - Székesfehérvári RASE - Mura SE - Hajmáskéri SE - Várpalotai Unió TE - Budafoki MTE - Budafoki LE - Kispesti AC - Hofherr SC - MOVE BRSC - MOVE Rákosszentmihályi TSE - Szemere TE - Magyar Textil SE | - Campionatul Național III, Seria 10 - Draft - MOVE Csillaghegyi TSE - MOVE Szentendre - Tárnoki KLE - Érdi PLE - MOVE Törökbálinti TC - MOVE Budakalász - MAFC - III. ker. Széchenyi - Ganzhajó TE - Budapesti TK - PATE - MÁV Előre - Campionatul Național III, Seria 11 - Draft - Győri AC - Kühne SE - Annavölgyi SE - Kelenföldi FC - BEAC - OMTK - Gamma SzSE - Postás SE - Ferencvárosi TC - MOVE Szent László FC - Ferencvárosi Vasutas SK - Hangya SE - Campionatul Național III, Seria 12 - Draft - Váci Reménység - Váci SE - Lévai TE - Párkányi TE - MOVE Esztergom - Werbőczy SE - UTSE - UVASC - Újpesti TE - Magyar Acél SE - Fővárosi TKör - Herminamezei AC | - Campionatul Național III, Seria 13 - Draft - Rákoskeresztúri TE - Jászberényi Lehel - Péceli AC - Gödöllői ISE - MOVE Maglódi TSE - MOVE Rákosliget - Csepeli GyTK - Soroksári AC - Magyar Posztógyári SE - MOVE Pesterzsébeti Rákóczi - Erzsébeti TC - Pesterzsébeti Kossuth - Campionatul Național III, Seria 14 - Draft - AEFMC Târgu Mureș / Marosvásárhelyi Nemzeti Munkaközpont TE - CFM Târgu Mureș / Marosvásárhelyi MÁV SE II. - Reuniunea Gimnastică Ciaba Odorheiu Secuiesc / Székelyudvarhelyi Csaba TE - AG Cristuru Secuiesc / Székelykeresztúri TE - AS Turul Reghin / Szászrégeni Turul SE - Marosvásárhelyi Attila SE - AS Târgu Mureș II / Marosvásárhelyi SE II. - AS Textila Sfântu Gheorghe / Sepsiszentgyörgyi Textil SE - AS Gheorgheni / Gyergyószentmiklósi SE - AS GA Târgu Secuiesc / Kézdivásárhelyi Gábor Áron SE - AG Miercurea Ciuc / Csíkszeredai TE |

### Campionatul restructurat
În ședința din 5 august 1944, la abia o săptămână de la pregătirea ligilor NB II și NB III, Consiliul Național MLSz a comasat ligile NB II și NB III - pentru a reduce distanțele de deplasare. Federatia a anunțat Campionatul ligii a 3-a cu 12 serii, campionat întrerupt după trei etape din cauza situației de război. Majoritatea echipelor românești au jucat în NB II.
Liga a treia a fost formată din 13 serii: 
- Budapesta, grupa Sud
- Budapesta, grupa Nord
- Budapesta, grupa Est
- Gyor, grupa Gyor
- Gyor, grupa Komarom
- Gyor, grupa Sopron
- Gyor, grupa Szombathely
- Gyor, grupa Veszprem
- Campionatul de război, districtul Győr
- Ungaria Centrală, grupa Rurală
- Ungaria Centrală, grupa Racoș și
- Ungaria Centrală, grupa Vac.

## Vezi și
- Prima ligă maghiară 1944–1945
- Liga a 2-a maghiară 1944–1945
- Prima ligă maghiară
- Liga a 2-a maghiară
- Liga a 3-a maghiară
- Liga a 4-a maghiară
- Cupa Ungariei
- Supercupa Ungariei
- Cupa Ligii Ungariei